# КІНОКО – фестиваль кінооператорського мистецтва
«КІНОКО» — єдиний кінооператорський фестиваль в Україні.
Він покликаний відкривати нові імена у галузі кінематографії та робити огляд найцікавіших здобутків. Відбувається щороку у Будинку кіно в місті Київ.
У межах фестивалю нагороди вручаються кінооператорам та кінооператоркам.

## Історія
«Кіноко» засновано у 2018 році оператором-постановником, членом спілки кінематографістів та федерації IMAGO Богданом Володимировичем Вержбицьким.
У момент заснування позиціонувався як студентський фестиваль кінотелеоператорів. У 2020-му вперше в межах фестивалю відбувся конкурс операторських робіт повнометражних ігрових та документальних фільмів.

### Кіноко— 2018
Відбувся 24—25 квітня. Був організований як спільний проєкт Київського національного університету театру. кіно та телебачення ім. І. К. Карпенка-карого, Спілки кінематографістів України, а також члена Європейської Федерації національних асоціацій кінооператорів IMAGO — Гільдії кінооператорів України.
Фестиваль, покликаний відкривати нові імена у галузі кінематографа, як огляд найцікавіших здобутків саме студентського кіно.
Конкурсна програма фестивалю складається з чотирьох секцій:
- Ігровий фільм, Приз ім. Д. П. Демуцького за кращу операторську роботу
- Документальний фільм, Приз ім. М.Кауфмана за кращу операторську роботу
- Експериментальний фільм, Приз ім. Ю. Ілленка за кращу операторську роботу
- Кіно етюд. Приз ім. С. Шахбазяна за кращу операторську роботу

Події фестивалю
Окрім основних кінопоказів конкурсної програми протягом двох днів фестивалю діятимуть професійні майданчики та проводитимуться тематичні майстер-класи для учасників та гостей фестивалю.

### Кіноко— 2019
Відбувся 24—26 квітня в Будинку кіно. Серед конкурсних програм: Конкурс короткометражних дебютних фільмів, Конкурс короткометражних документальних фільмів, Конкурс операторських робіт в номінації фільми-етюди — приз ім. С. Шахбазяна, Конкурс короткометражних ігрових фільмів — Приз ім. Д. Демуцького, Конкурс в номінації «експериментальний фільм» — приз ім. Ю. Іллєнка.

#### Журі
Валентин Васянович (голова журі), Марина Врода, Сергій Крутько, Данило Каптюх, Артем Васильєв, Олександр Шигаєв (IMAGO), Валерій Анісімов (IMAGO).
Конкурсна програма короткометражних дебютних фільмів:
1. «Цвях» — оператори-постановники Роман Хімей, Ярема Малащук; режисер — Філіп Сотніченко;
2. «ПЖ» — оператор-постановник Нечипоренко Владислав; режисерка — Ксенія Кравцова;
3. «Київська історія» — оператор-постановник Євген Козеко; режисер — Михайло Маслобойщиков;
4. «П'ять хвилин» — оператор-постановник Олександр Петроченко; режисерка — Яна Антонець;
5. «Гойдалки» — оператор-постановник Олексій Тригуб; режисерка — Валерія Сочивець;
6. «Місто» — оператор-постановник Євгеній Усанов; режисер — Стас Капралов.

Конкурс короткометражних документальних фільмів:
1. Вознюк Костянтин — «День народження»
2. Гайдаш Богдан — «Генерація»
3. Голеня Богдан — «Леся Українка»
4. Грищенко Артем — «Нескорений лицар»
5. Гуцуляк Святослав — «Становлення»
6. Заглинський Дмитро — «Тяжіння»
7. Іванюк Анастасія — «Цвіт душі його»
8. Коломійченко Луїза — «Coffee time»
9. Очаківський Олександр — «Останнє кохання Оноре де Бальзака»
10. Петров Олексій — «Ігор»
11. Рогаль Анна — «Візерунки долі»
12. Рослякова Олександра — «На краю світу»
13. Світлична Марина — «Стихія»
14. Світлична Марина — «Бібліотека»
15. Тихоновський Вадим — «Створення»
16. Фальковский Дмитро — «Підземні річки»
17. Францева Анастасія — «Змія»
18. Цомкало Аліса «Почувайся як вдома»

Конкурс операторських робіт в номінації фільми-етюди, приз ім. С. Шахбазяна:
1. В. Гришанін — «Маша і Пєтя п'ють чай»
2. Д. Діденко — «Подарунок»
3. К. Демчук, Я. Кергет, Д. Козак — «Фешн 1»
4. К. Довгальова, М. Сухомлін, А. Бойко — «Фешн 2»
5. В. Жос, Г. Брант, О. Дронов — «Фешн 3»
6. В. Задіпряна — «Роздратування»
7. М. Скофилд — «Танцюй 1»
8. К. Демчук, О. Дронов, Я. Кергет — «Танцюй 2»
9. Д. Козак, А. Бойко, В. Діденко, — «Танцюй 3»
10. Т. Орел, К. Малахова, Є. Васильченко, Н. Данилін — «Танцюй 4»
11. О. Миліневський — «Поверни мені той листопад»
12. О. Оборіна — «Дисперсія»
13. О. Савосіна — «За вітражами Одеону»
14. М. Світлична — «Балетні Туфельки»
15. С. Стороженко — «Життя-це рух»
16. Н. Хацаревич — «Хтось чекає»

Конкурс в номінації «експериментальний фільм» — приз ім. Ю. Іллєнка:
1. Є. Байдак — «Відеоарт»
2. Г. Брант, В. Жос «slo mo. 1»
3. М. Скофилд, Михайлова — «slo mo. 2»
4. Т. Орел, К. Васильченко, М. Данілін — «slo mo. 3»
5. О. Дронов, Я. Кергет, К. Демчук — «slo mo. 4»
6. Т. Гайовий — «Демон»
7. С. Гуцуляк — «Невгамовні»
8. С. Гуцуляк — «Становлення»
9. В. Дергунов — «У кімнаті»
10. Д. Діденко — «Погляд природи»
11. Н. Зуй — «Космос»
12. Д. Кондратенко — «Німфа»
13. М. Нікітюк — «Собаки»
14. О. Оборіна — «Експеримент»
15. О. Петров — «Сценарій»
16. М. Сіренко — «Несвідома воля»
17. Д. Фальковский — «Карпати»
18. Фан Сє — «Очікування»

Конкурс короткометражних ігрових фільмів — Приз ім. Д. Демуцького
1. Є. Байдак — «Пошук себе»
2. І. Боутенок — «Стерва»
3. Є. Васильцов — "10 заповідей. «Возлюби ближнього свого»
4. Є.Васильцов — «Лаунжерон»
5. О.Волосевич — "На пять хвилин доросліше «Дід Мороз»
6. Є.Гаврик — «Колекціонер»
7. П.Дрезін — "10 заповідей. «Дочки-матері».
8. В.Дружиніна — "10 заповідей. «(Не) Змінюйся».
9. В.Дружиніна — «Шлях»
10. Д. Заглинський — «Обійми мене»
11. Д. Зарайська — «Жанет»
12. М.Знак — «Всезнайка»
13. Ю.Красько — «Ти знаєш, що ти-людина?» О. Ляхно — «Жертва»
14. Є. Мазуренко — «PHOTOMORGANA»
15. О. Мазурик — «Страх»
16. Р. Майданюк — "10 заповідей. «Квіти».
17. А.Макаренко — «Шанс»
18. Р. Мамедов — «Ніде»
19. І. Матицин — "10 заповідей. «Дзвінок Богу».
20. І. Матицин — "Покерний клуб «Грааль»
21. В. Мельник — «Інше життя»
22. И.Михайлусь — «Сіріус Кіно»
23. Е. Молчанова — «Дега»
24. Т.Орел — «Намбо Уан»
25. В.Пеньков — «Рідний Loved One»
26. В. Пеньков — «Крізь час»
27. В. Пустовіт — «Очищення!»
28. О.Рослякова — «Птах уночі»
29. О. Рослякова — «Я — мама»
30. О.Савосіна — «Митець»
31. Д.Савчук — «Омана»
32. П. Семенов — «Не вдома»
33. М.Сидоренко — «Втеки»
34. Е. Сєтарв — «Цвяхи»
35. С. Соколовський — «На п'ять хвилин доросліше „ЛАВ“»
36. Ф. Спаньуоло — "10 заповідей. «Фарби».
37. С. Стороженко — «Не бійся»
38. Є. Філатов — «Мій модний жах»

## Майданчик
Будинок кіно — чотириповерхова споруда із скла і бетону в Києві по вулиці Саксаганського, 6.
Архітектор проєкту — Боровик Федір Ілліч. Функціонує з 1977 року. Будинок є власністю Національної спілки кінематографістів України.
Будинок кіно містить: Червона кінозала (на 670 місць); Синя кінозала (на 170 місць); Мала кінозала (на 50 місць); Велика конференц-зала (на 1000 місць); Блакитну вітальню. У Будинку кіно також розташовані ресторан-клуб «Вавілон», кафе, бар та бібліотека. Створено Музей українського кіно.